# Speak (filme)
Speak (bra: O Silêncio de Melinda) é um filme independente estadunidense de 2004, do gênero drama, dirigido por Jessica Sharzer, com roteiro dela e Annie Young Frisbie baseado no romance homônimo de Laurie Halse Anderson. 

## Sinopse
Estuprada numa festa, adolescente chama a polícia e passa a ser rejeitada pelos colegas do ensino médio. O trauma a deixa calada e prejudica seu relacionamento até com os pais.

## Elenco principal
- Kristen Stewart - Melinda Sordino
- Michael Angarano - David Petrakis
- Allison Siko - Heather
- Hallee Hirsh - Rachel Bruin
- Eric Lively - Andy Evans
- Steve Zahn - Mr. Freeman
- Elizabeth Perkins - Joyce Sordino
- D. B. Sweeney - Jack Sordino
- Robert John Burke - Mr. Neck
- Kimberly Kish - Ms. Keen
- Megan Pillar - Ivy
- Leslie Lyles